# Путеводитель
Путеводитель, справочник-путеводитель (или гид) — печатный, электронный или аудиовизуальный справочник о каком-нибудь городе, историческом месте, музее, туристическом маршруте. 
Путеводитель используются людьми (путешественниками, туристами и так далее) для лучшего ориентирования в незнакомой местности. Композиция путеводителя часто подчинена рекомендуемым маршрутам осмотра достопримечательностей описываемой местности, содержащее сведения о стране, регионе, городе, туристском маршруте.

## Функции и жанровые особенности путеводителя
Функции и жанровые особенности путеводителя
1. Справочное издание — сложно организованная, эклектичная структура, соединяющая научно-популярную и бытовую информацию, разделяя пространство путешествия на: «сакральную» и профанную части и для каждой использующая разные виды информации (например, научную и не претендующая на научность), разные формы справок, разный стиль изложения (например, строгий и свободный). Бытовое пространство путешествия (транспорт, расписания, цены) при этом может актуализироваться от издания к изданию.  
В зависимости от структуры и содержания путеводитель формирует различные виды «чтения»: выборочное ознакомление; «академическое»; прерывистое «чтение в движении». Последнее является уникальным для путеводителей и использует алфавитную, тематическую или маршрутную формы подачи информации, в разной степени подчиняющие читателя и его свободу передвижения тексту. 
2. Трансляция научного знания на уровень обыденного сознания — объединение научно-справочного и научно-популярного стилей, текст для «культурной рекреации», бедекер, упрощающий и эмоционально окрашивающий сообщаемую читателю информацию при помощи специальных терминов, цитирования, эпитетов, гипербол и метафор.
3. Воздействия на читателя с целью формирования новых поведенческих стереотипов — обслуживание массового запроса на руководство, порожденное массовой культурой. Используемые приемы весьма разнообразны: демонстрация престижности тех или иных действий, советы, императивы и зависят от уровня развития туристской индустрии в регионе: развитая инфраструктура туризма  практически не оставляет путешественнику свободы действий. Путеводитель отбирает объекты и степень детализации при осмотре, может предписывать «соответствующие» реакции и впечатления.
4. Реклама, в которой регион выступает «товаром» — привлечение внимания потенциальных туристов. Используется персонификация имиджа, визуализация, преувеличение, и другие классические рекламные приемы. Сам факт публикации путеводителя в пространстве массовой культуры неизбежно оборачивается рекламированием, призывом посетить регион, превращает туриста в потенциального клиента.
5. Инструмент конструирования достопримечательностей. Достопримечательность — это не просто памятник истории или искусства, но объект массового потребления, своеобразный конструкт, товар, созданный массовой культурой для туриста-потребителя. Конструирование достопримечательностей включает: переведение памятника истории или искусства в поле функционирования массовой культуры; упрощение, а зачастую и искажение смыслов, ценностей, значений; тиражирование и организация массового потребления; достопримечательность из объекта незаинтересованного эстетического восприятия становится объектом престижного потребления. Путеводитель переводит предметы истории, культуры, элитарного искусства в объекты массовой культуры, влияет на ожидания и задачи путешественника. Он отбирает достопримечательности (то, чего нет в путеводителе, для большинства туристов просто не существует). Зачастую путеводитель подменяет процесс внимательного рассматривания памятника «своими глазами» процессом «пребывания в пространстве достопримечательности», соединенным с усвоением информации.

## История
Предшественники путеводителей появились ещё в древности. По принципу путеводителя построена, например, книга древнегреческого историка Павсания «Описание Эллады», в которой подробно рассматриваются достопримечательности греческих областей и городов.
Существовавшие в Древнем Риме прообразы путеводителя, дорожники (лат. Itineraria), были двоякого рода:
- Itineraria adnotata или scrípta — расписания дорог, которые содержали только названия и расстояния до мест, лежащих по известному пути;
- Itineraria picta, состоявшие из измерений расстояний и географических карт.[4]

В Средние века создавались литературные произведения, содержащие описания маршрутов для паломников — итинерарии. Можно выделить два жанра такой литературы — собственно путеводители (практические сведения и рекомендации по маршруту) и «хожения» (описания совершённых путешествий).
Первым из дошедших до нас средневековых «путеводителей» считается «Бордоский путник», составленный жителем города Бордо, посетившим в 333 году Константинополь и Иерусалим. Первую часть книги занимает перечисление населенных пунктов на пути Бордо-Милан-Константинополь-Иерусалим с указанием расстояний между ними. Во второй части сочинения содержится краткое описание палестинских святых мест, некоторых памятников библейской истории, указывается их расположение.
Самые древние из известных образцов этого жанра в Древней Руси — «Житие и хожение» игумена Даниила в Иерусалим и Святую землю (начало XII века), уникальное по своей исторической ценности, и «Книга Паломник» Антония, архиепископа Новгородского, о его «хождении» в Царьград (конец XII века). А самый известный и, наверное, самый совершенный — «Хожение за три моря» тверского купца Афанасия Никитина. Обилие и достоверность фактического материала в его записях были для своего времени ценным источником информации об Индии и Персии. Это выдающееся произведение благодаря наблюдательности и литературному дару автора, конечно, выходит за рамки путеводителя, оно признано значительным памятником древнерусской литературы, переведено на многие языки мира.
К концу XVIII в. в Европе имелось достаточное число книг, которые можно отнести к типу путеводителей, и они были способны удовлетворить разнообразные запросы. Так, в сер. XVI в. Андреа Палладио сочинил два пособия: "Древности города Рима" и "Описание церквей, часовен, мощей святых тел и мест получения индульгенций в городе Риме" (на русском языке никогда не издавались). Спустя два века французский художник Николя Кошен издал трехтомник "Путешествие по Италии", в котором предложил маршрут для любителей искусств, включавший все доступные на тот момент художественные собрания, как частные, так церковные и государственные. Наконец, перед Французской революцией выдержало несколько изданий любопытное "Новое описание достопамятностей Парижа" Антуана Дюлора, в котором все достопримечательные места были собраны в алфавитном порядке вместе с сообщением о банях, клубах, театрах, гуляньях и прочих полезных заведениях с их адресами, которые могли привлечь путешественника.
Принадлежность того или иного произведения к путеводителям заключается в стремлении автора подсказать «путь», объяснить как легче добраться, увидеть и проч. К примеру, «Подробное описание пути… от Рущука чрез Шумлу… с показанием способа провесть и продовольствовать от 30-ти до 40-ка тысяч войска», явно написано с целью просветить тех, кто этот путь будет прокладывать. К путеводителям нельзя отнести известный труд Иоганна Георги "Описание российско-императорского столичного города Санкт-Петербурга и достопамятностей в окрестностях оного", выдержавший в 1790-х гг. несколько изданий на немецком, французском и русском языках, и уж тем более таковым не может быть перечень московских улиц и церквей, составленный и опубликованный Василием Рубаном в 1782 г. под названием "Описание императорского столичного города Москвы... собранное и изданное в свете для удовольствия общества". На первый взгляд кажется, что пособие для путешественника скрывается под названием «Карманная книжка для приезжающих на зиму в Москву старичков и старушек, невест и женихов, молодых и устарелых девушек, щёголей, вертопрахов, волокит, игроков и проч.» , составленная и изданная Н. И. Страховым в 1791 г., однако этот труд - всего лишь сатирический сборник советов всем московским прожигателям жизни .
Можно сказать, что к типу путеводителей относится забытый ныне труд российского немца Хайнриха Шторха "Картина С.-Петербурга", имевший две публикации на немецком языке в 1793 и 1794 гг. и одну 1801 г., несколько измененную, на английском. Автор взял за основу сочинение И. Георги, но значительно опростил его, убрал многие ненужные в путешествии сведения и разделы, добавил много полезных сообщений о гостиницах, найме транспорта и лошадей, "общепите" и т.п. И, возможно, первым путеводителем по всей центральной части России можно назвать два "российских" тома пятитомника "Путешествие двух французов на Север Европы" Форсия де Пилеса, изданного в Париже в 1796 г. Автор сам объяснил поставленную цель: "Я трудился более для путешественников, нежели для кабинетных читателей; я пожелал послужить наставником тем, которые посетят сии страны вослед за мною, я пожелал избавить оных от затруднений, мною перенесенных от недостатка Труда, нарочно написанного для них". В этом очень любопытном сочинении достопримечательности сгруппированы по тематическому принципу (музеи, учебные, лечебные заведения, фабрики, нравы, праздники и т.п.), но везде, где можно, автор сообщает способы попасть в то или иное место, стоимость, к кому обратиться, как попасть, полезные советы, как одеться, какую взять карету и др. В книге есть и краткий разговорник, который мог помочь обойтись в России без переводчика. Российская часть включает описание Петербурга с окрестностями, Москвы и лежащих между ними городов .
Начало современного этапа истории развития путеводителя как жанра географической литературы и как специального типа книжного издания связана с именем Карла Бедекера (1801—1859), основавшего в 1827 году в немецком городе Кобленце издательство путеводителей по различным странам, их столицам и другим городам. Его путеводителя были очень популярны в Европе, переводились на многие языки, название «бедекер» стало нарицательным для изданий такого рода, в том числе и в русском языке. Именно «бедекеры» с их скрупулёзным подходом к подбору и отображению информации послужили образцами для лучших русских путеводителей середины XIX — начала XX вв. Наряду с переводными компиляциями из «бедекеров» и других подобных изданий в России появились и свои роскошно изданные путеводители по зарубежным странам «Русский бедекер», снабжённые «подробным описанием страны с приложением многих планов и многокрасочных карт, в том числе большой топографической карты» (см., например,). Формат и ярко-красные переплёты не оставляют сомнений — вдохновлялись их создатели именно красными книжками бедекеров. Дальнейшее становление жанра было тесно связано с появлением и развитием транспортной инфраструктуры (в первую очередь железных дорог и пароходного сообщения). Путешествия для развлечения (то есть собственно туризм) стали доступными не только привилегированным слоям общества, но и средне- и даже малообеспеченной его части. Появились и путеводители, отвечавшие запросам новых путешественников. Они не отличались полнотой информации, большим количеством прилагаемых карт и схем, высоким качеством полиграфии. Зато в них по доступной цене можно было найти практически необходимый путешественнику набор географических, исторических и других полезных сведений.

## Первые русские путеводители
- Подробное описание пути чрезвычайнаго и полномочнаго российскаго императорскаго посольства, после Ясскаго мира, от Рущука чрез Шумлу в Константинополь, в 1793 году. С военными замечаниями о земле, с показанием способа провесть и продовольствовать от 30-ти до 40-ка тысяч войска / Примеч. Н. А. Осокина // Русская старина, 1878. — Т. 21. — № 1. — С. 100—124.
- Страхов Н. И. Карманная книжка для приезжающих на зиму в Москву старичков и старушек, невест и женихов, молодых и устарелых девушек, щеголей, вертопрахов, волокит, игроков и проч. или Иносказательные для них наставления и советы, писанные сочинителем Сатирического вестника. — Изд. 2-е. — Ч. 1. — М.: Унив. тип., у Ридигера и Клаудия, 1795. — 107 с.

## Серии путеводителей на русском языке
- Dorling Kindersley
- Insight Guides
- Le Petit Futé — более 100 путеводителей
- National Geographic Traveler
- Nelles Pocket — издано 24 путеводителя
- Атлас гурмана
- Афиша — издан 21 путеводитель
- Вокруг света — издано более 120 путеводителей
- Дороги к прекрасному
- Золотой глобус (на CD с приложением небольшой брошюры)
- Красный гид
- Кулинарный путеводитель Berlitz
- Оранжевый гид
- По родным просторам
- Полиглот — около 130 путеводителей
- Rough Guides
- Berlitz
- Путеводители для романтиков
- Путеводители Томаса Кука
- Сто путей — сто дорог
- Твой путеводитель (серия путеводителей К. Генша) — издано 12 путеводителей
- Lonely Planet